# Jōfukuji-dōri
Pour les articles homonymes, voir Jōfuku-ji.
Le Jōfukuji-dōri (浄福寺通, Jōfukuji-dōri) est une voie du centre nord-ouest de Kyoto, dans les arrondissements de Kamigyō et Kita. Orientée nord-sud, elle débute au Funaokaminami-dōri, au pied du mont Funaoka (ja) et termine au Takeyamachi-dōri.

## Description

### Situation
Le Jōfukuji-dōri est une rue étroite de l'extrême sud de l'arrondissement de Kita et du centre-ouest de l'arrondissement de Kamigyō, traversant l'arrondissement de bout en bout. Il commence dans les quartiers de Murasakinokitafunaoka-chō (紫野北舟岡町) et Murasakinominamifunaoka-chō (紫野南舟岡町), au pied du mont Funaoka (ja), et termine dans le quartier de Shuzei-chō (主税町). La rue débute au Funaokaminami-dōri, qui débute elle-même à Jōfukuji et termine au Takeyamachi-dōri (竹屋町通), près du château de Nijō. La rue débute en pente et bifurque à l'ouest après Rozanji, puis de nouveau à l'ouest après Teranouchi. Elle suit le Bifuku-dōri (美福通), l'Uramon-dōri (裏門通) et le Chiekōin-dōri (智恵光院通) à l'est et précède le Tsuchiyamachi-dōri (土屋町通) et le Senbon-dōri (ja) (千本通) à l'ouest. Elle est la neuvième rue à partir du boulevard Horikawa (en) (堀川通) et la deuxième rue avant Senbon.
Aucun sens de la circulation n'est mandaté pour la section de Funaokaminami à Rozanji et la section de Funaokaminami à Kuramaguchi est assez large pour deux voies. La circulation se fait du nord au sud de Rozanji à Teranouchi, puis du sud au nord entre Teranouchi et Imadegawa, puis du nord au sud d'Imagawa à Takeyamachi. La rue fait environ 2 400 mètres de long. 
Au sud, le Bōjō-dōri (坊城通) est considéré comme une extension du Jōfukuji-dōri.

### Voies rencontrées
Du nord au sud, en sens unique. Les voies rencontrées de la droite sont mentionnées par (d), tandis que celles rencontrées de la gauche, par (g).
1. (d) Funaokaminami-dōri (船岡南通)
2. Kuramaguchi-dōri (鞍馬口通)
3. Rozanji-dōri (廬山寺通)
4. (g) Hokosan-dōri (鉾参通)[3]
5. Teranouchi-dōri (寺之内通)
6. Kamidachiuri-dōri (上立売通)
7. Itsutsuji-dōri (五辻通)
8. Imadegawa-dōri (今出川通)
9. Nakasuji-dōri (中筋通)
10. Motoseiganji-dōri (元誓願寺通)
11. Sasayachō-dōri (笹屋町通)
12. Ichijō-dōri (一条通)
13. Nakadachiuri-dōri (中立売通)
14. (d) Ninnaji-kaidō (仁和寺街道)
15. Kamichōjamachi-dōri (上長者町通)
16. Shimochōjamachi-dōri (下長者町通)
17. Demizu-dōri (出水通)
18. Shindemizu-dōri (新出水通)
19. Shimodachiuri-dōri (下立売通)
20. Sawaragichō-dōri (椹木町通)
21. Marutamachi-dōri (丸太町通)
22. Ikuhōkita-dōri (郁芳北通)
23. Ikuhō-dōri (郁芳通)
24. Ikuhōminami-dōri (郁芳南通)
25. Takeyamachi-dōri (竹屋町通)

- Sources : (ja) Université Ritsumeikan Asia Pacific (en), « 近代京都オーバーレイマップ », sur Art Research Center,‎ 2023 (consulté le 11 septembre 2023).

### Transports en commun
Les bus du réseau d'autobus de Kyoto (ja) ne circulent pas sur la rue. Cependant, dû à sa proximité avec Senbon, plusieurs arrêts sont très proches. Les arrêts les plus proches sont Senbon Kyūnijō (千本旧二条), coin Senbon et Kyūnijō (旧二条通), Senbon Marutamachi (千本丸太町), coin Senbon et Marutamachi et Senbon Demizu (千本出水), coin Senbon et Demizu. Il est aussi proche des arrêts Chiekōin Nakadachiuri (智恵光院中立売), sur Nakadachiuri, entre Uramon et Jōfukuji, et Imadegawa Jōfukuji (今出川浄福寺), au coin des rues homonymes. Les lignes 6, 10, 15, 46, 50, 51, 52, 55, 59, 93, 201, 202, 203, 204 et 206 passent par ces arrêts.
La gare de Nijō (二条駅), desservant la ligne Sagano de JR West et la ligne Tōzai du métro de Kyoto est à une dizaine de minutes de marche de son aboutissant sud.

## Odonymie
Le temple Jōfuku-ji, qui a donné son nom à la rue, se trouve aujourd'hui juste au nord d'Ichijō, à l'ouest de la rue. Il est connu localement sous le nom du « Temple à la porte rouge » (赤門寺), en raison de sa porte peinte rouge. Le Jōfuku-ji n'était pas situé ici à l'origine, mais a été déplacé plusieurs fois avant de s'y installer en 1615. Durant l'ère Enryaku (782-802), il était considéré comme l'un des 25 plus grands temples du Japon,.
La rue est l'avant dernière rue dans le « Teragokō » (寺御幸), la chanson des rues de Kyoto pour les rues nord-sud. 

## Histoire
Jōfukuji-dōri a été créé à la fin de l'époque d'Edo, après le remodelage de l'enceinte intérieure de la ville par Toyotomi Hideyoshi, à peu près en même temps que le déplacement du temple Jōfuku-ji. À l'époque, cette zone était encore constituée de terres agricoles. La rue débutait dans le Nishijin, quartier textile de la ville, proche de Teranouchi et terminait à Marutamachi. La portion au nord de Teranouchi a été créé plus tard après le développement du nord du Rakuchū (ja), les limites de la cité impériale,. 
La partie au sud de Marutamachi a été créée lors du rezonage du secteur après l'ère Meiji (1868-1912), car il y avait les quartiers sud du Kyoto shoshidai, un poste administratif, dans cette zone à la fin de la période d'Edo. La rue a été allongée après la destruction des quartiers jusqu'à Takeyamachi.

## Patrimoine et lieux d'intérêt

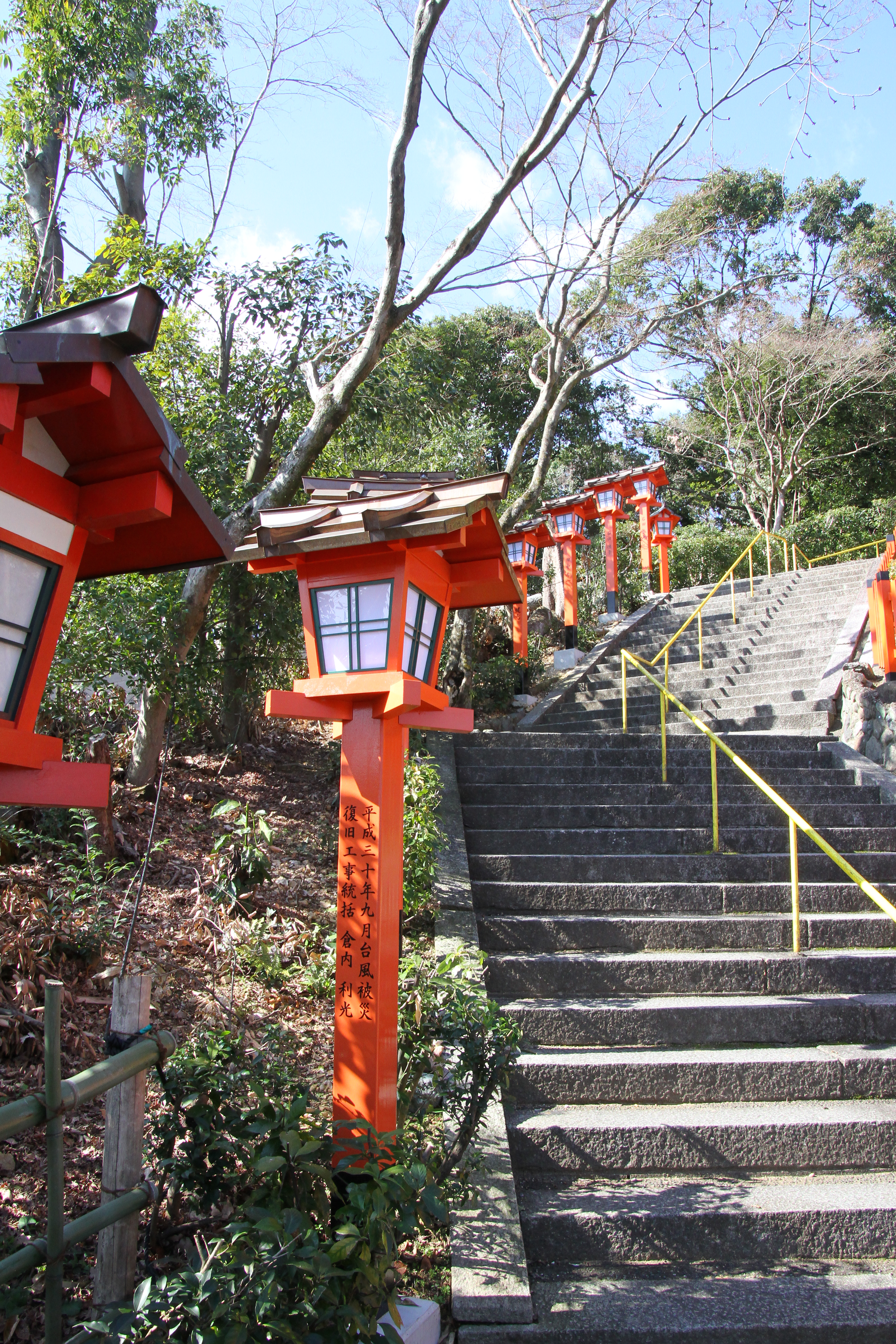
Escaliers menant au Kenkun-jinja.

La rue est principalement résidentielle. La rue débute au mont Funaoka, sur lequel se trouve le sanctuaire shinto Kenkun (建勲神社).
Juste au sud de Rozanji côté ouest se trouve la maison Okui (奥井邸), un bâtiment historique. Juste au nord de Teranouchi, côté ouest se trouve le Shōnen-ji (称念寺), petit temple bouddhiste aussi appelé « temple aux chats ». Le temple a été fondé en 1606 par Gakuyo (嶽誉上人) et depuis le prêtre Gen'yo (還誉) 3e génération, le temple s'occupe des chats et des petits animaux, d'où son nom. 
Dans le Nishijin, plusieurs magasins du commerce des tissus sont installés sur la rue, dont Daikon'ya (大根屋), établi dans un commerce datant de 1705. Au nord de Kamidachiuri, côté ouest, se trouve le Musée du tissage à la main Orinasukan (手織ミュージアム　織成舘), ouvert depuis 1989. De l'autre côté de la rue se trouve « Watabun » (渡文株式会社), une entreprise de tissage ouverte depuis 1906. Le musée du Birōdo (天鵞絨美術館) se situe sur la rue, juste après Watabun. 
Juste au nord d'Ichijō se trouve ledit temple Jōfuku-ji, fondé en 782, puis déplacé à son site actuel en 1615. De l'autre côté de la rue se trouve l'Ekō-ji (ja) (慧光寺), temple bouddhiste de l'école Nichiren fondé vers 1532 et où l'on trouve un grand ginkgo. 
Au sud, au carrefour avec son aboutissant Takeyamachi se trouve le Centre de protection de l'enfance de Kyoto (京都市児童福祉センター), côté ouest.